# Georg Erlwein
Georg Erlwein (* 20. Mai 1863 in Kunreuth; † 24. August 1945 in Potsdam) war ein deutscher Elektrotechniker und Elektrochemiker. Er leitete die Errichtung der ersten Anlagen von Siemens, in denen Trinkwasser mittels Ozon sterilisiert wird, und war Mitbegründer der Kalkstickstoff-Düngemittelindustrie.

## Leben
Erlweins Großvater mütterlicherseits war Bierbrauer, sein Vater und Großvater väterlicherseits waren beide Bierbrauer und Gastwirte. Erlwein studierte in Würzburg und Erlangen Naturwissenschaften, besonders Chemie und Physik. Im Wintersemester 1882/83 trat er in die Studentenverbindung AMV Fridericiana Erlangen ein. 1886 promovierte er mit einer Arbeit „Schiefergesteine Süd-Georgiens, Ein Beitrag zur chemischen Kenntnis der Thonschiefer“.
1886 trat Erlwein als Elektrotechniker und Betriebsleiter in die Deutsche Edison-Gesellschaft in Berlin ein.
1888 übernahm er im Berliner Werk von Siemens & Halske eine Stelle als alleiniger Elektrochemiker. 1890 trat er zum dortigen Laboratorium über, welches unter der persönlichen Leitung von Werner von Siemens stand. Hier wandte sich Erlwein besonders intensiv der Sterilisation des Trinkwassers und der Luft durch Ozon zu. Unter seiner technisch-wissenschaftlichen Leitung wurden kurz nach 1900 die nach dem Siemens-System arbeitenden Ozonwasserwerke Wiesbaden-Schierstein und Paderborn als die ersten derartigen Anlagen errichtet und in Betrieb genommen mit dem Erfolg, dass die Typhus-Epidemien an diesen Orten schlagartig aufhörten. Weitere Anlagen folgten. Bahnbrechend wurden die Siemens-Ozonwasserwerke der Großstädte Sankt Petersburg und Paris 1911.
Um 1909 hatte Erlwein auch Versuche mit Elektrokulturen in Mocheln und Bromberg mit günstigem Erfolg aufgenommen.
Besonders in der Geschichte der Kalkstickstoff-Industrie, die für die deutsche Landwirtschaft entscheidend wurde, ist der Name Erlwein verankert. Seit 1898 mit metallurgischen Versuchen der Zersetzung von Cyanverbindungen in Ammoniak mittels Wasserdampf beschäftigt, war er führend beteiligt an der Entwicklung der Retortenöfen, die es gestatteten, 1905 in Piano d’Orta (Italien) die erste große Kalkstickstoffanlage zu errichten. Hier gelang es, Calciumcarbid in großem Maßstab zu azotieren und erhebliche Mengen Kalkstickstoff herzustellen. Die Cyanidgesellschaft und die von ihr gegründete Bayerische Stickstoffwerke AG verdanken ihr Entstehen mit der Initiative von Erlwein.

## Auszeichnungen
- 1922: Ehrendoktorwürde der Technischen Hochschule Braunschweig (als Dr.-Ing. E. h.)
- Ehrendoktorwürde der Technischen Hochschule Stuttgart (als Dr.-Ing. E. h.)
- 1927: Ehrensenator der Universität Greifswald
- 1943: Goethe-Medaille für Kunst und Wissenschaft